# 1084 (numero)
Milleottantaquattro (1084) è il numero naturale dopo il 1083 e prima del 1085.

## Proprietà matematiche
- È un numero pari.
- È un numero composto da 6 divisori: 1, 2, 4, 271, 542, 1084. Poiché la somma dei suoi divisori (escluso il numero stesso) è 820 < 1084, è un numero difettivo.
- È un numero palindromo e un numero ondulante nel sistema posizionale a base 15 (4C4).
- È un numero congruente.
- È un numero odioso.
- È parte delle terne pitagoriche (813, 1084, 1355), (1084, 73437, 73445), (1084, 146880, 146884), (1084, 293763, 293765).

## Astronomia
- 1084 Tamariwa è un asteroide della fascia principale del sistema solare.
- NGC 1084 è una galassia nella costellazione di Eridano.

## Astronautica
- Cosmos 1084 è un satellite artificiale russo.